# Yasukuni Jinja

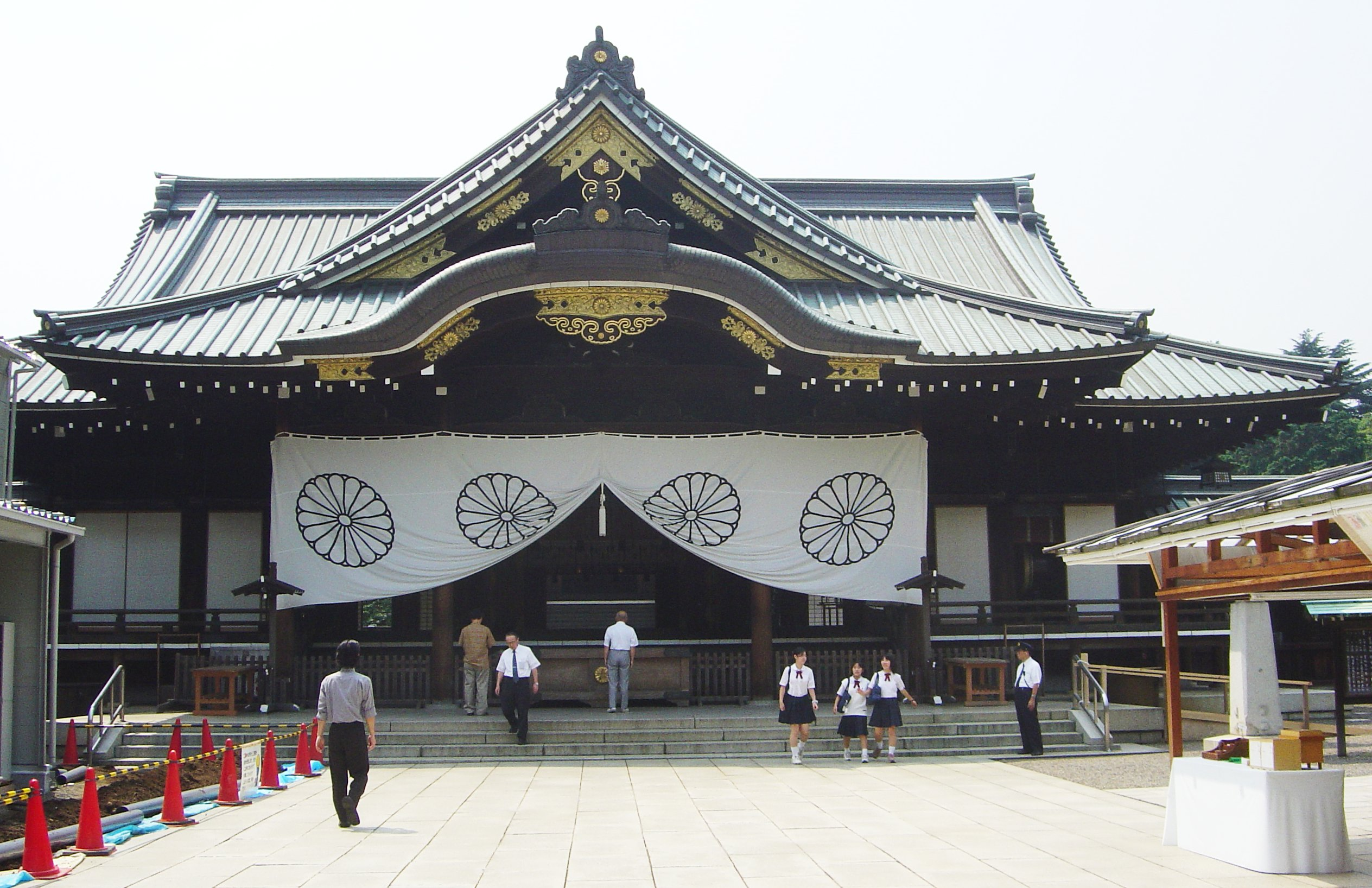
Yasukuni Jinjas huvudbyggnad

Yasukuni Jinja är en shintohelgedom, jinja, i Chiyoda-ku, Tokyo, Japan, som är ägnad åt andarna till de soldater och andra som har dött, när de tjänat den japanska kejsaren och fosterlandet. Helgedomen uppfördes 1869 av kejsar Meiji för att hedra de som kämpat och dött i Boshinkriget och främjade Meiji-restaurationen. Dess ursprungliga namn Tōkyō Shōkonsha (東京招魂社) byttes 1879 till Yasukuni Jinja (靖国神社) och blev då den mest betydelsefulla helgedomen för att hedra japanska soldater och andra som dött i krig. Helgedomen listar över 2 466 000 namn (Kami) i sin själabok, härrörande från Boshinkriget och framåt.
År 1959 listade Yasukuni Jinja 1068 personer som har dömts för krigsförbrytelser (klass B- och C-krigsbrott) av en domstol (Tokyoprocessen) som följde på slutet av andra världskriget. År 1978 listade Yasukuni 14 personer som dömts för klass A-krigsbrott. I samband med denna händelse, från 1978 och framåt, har besök vid helgedomen av medlemmar av det japanska parlamentet orsakat protester utomlands, främst i Kina och Sydkorea. Kejsar Hirohito besökte aldrig Yasukuni från 1978 fram till sin död 1989 i protest mot införandet 1978 av de 14 personer som dömts för klass A-krigsbrott. Opinionen i Japan avseende Yasukuni är delad, bland annat mot bakgrund av den senaste tidens förknippande av Yasukuni med andra världskriget. Den tidigare premiärministern Junichiro Koizumi har gjort årliga besök från 2001–06.
I anslutning till helgedomen finns ett museum som innehåller föremål från krig i vilka japanska soldater har omkommit, främst andra världskriget. Bland föremålen märks intakta Kamikaze-flygplan och skalmodeller av japanska krigsfartyg, bland andra slagskeppet Yamato. En utställning skildrar andra världskriget från japansk synvinkel.